# Istarske Toplice

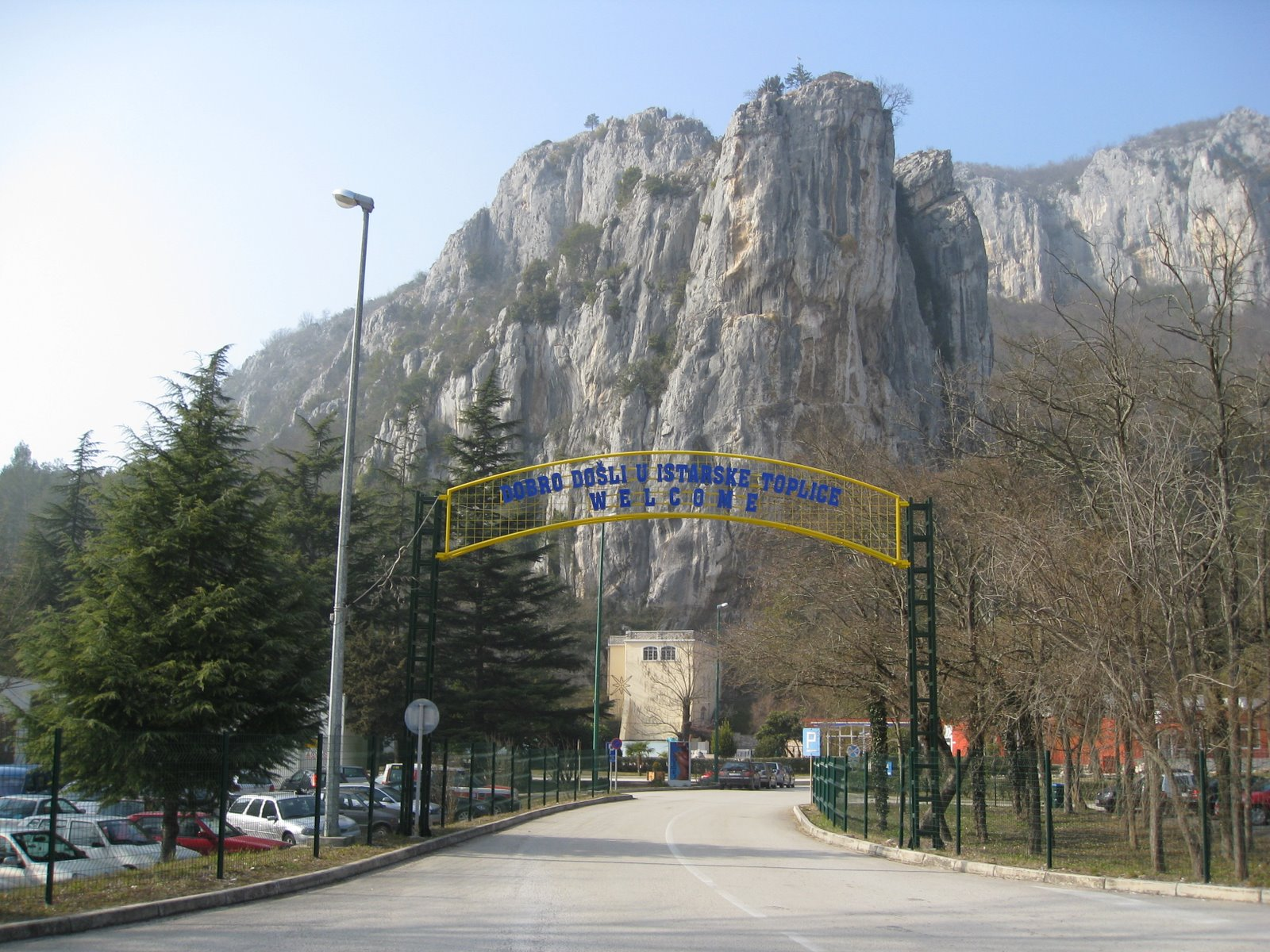
Istarske Toplice, ingång.

Istarske Toplice (italienska: Bagni di San Stéfano, tyska: Baad Sankt Stefan) är ett termalbad och spa i Istrien i nordvästra Kroatien. Termalbadet ligger i närheten av floden Mirna, 11 kilometer utanför Buzet och 35 kilometer öster om Poreč. Istarske Toplice är ett populärt turistmål, inte minst för turister från närliggande Italien och Slovenien.  